# Marlina Si Pembunuh dalam Empat Babak
Marlina Si Pembunuh dalam Empat Babak (indonesi: Marlina l'assassina en quatre actes) és una pel·lícula de thriller indonèsia del 2017 dirigida per Mouly Surya basada en una història concebuda per Garin Nugroho i un guió coescrit per Surya i Rama Adi. L'estil western de la pel·lícula, el seu to feminista i l'ambientació rural indonèsia van fer que el terme "satay occidental" fos encunyat després de la seva estrena mundial a la Quinzena de Cineastes del 70è Festival Internacional de Cinema de Canes.
Als 38ns Premis Citra, la pel·lícula va guanyar 10 premis de 15 nominacions, batent els rècords de més victòries i nominacions obtingudes als millors premis cinematogràfics d'Indonèsia per la pel·lícula de 1986 Ibunda de Teguh Karya, amb 9 premis de 10 nominacions als 17è Premis Citra. També va ser seleccionada com a entrada oficial indonèsia per a la Millor pel·lícula en llengua estrangera als Premis Oscar de 2018, però no va aconseguir una nominació.

## Argument
En el primer acte, el Robatori, la pel·lícula s'obre a l'illa de Sumba amb la Marlina afligida pel seu difunt marit. Un grup de set homes, liderats per l'ancià Markus, arriba a casa seva amb la intenció de robar a Marlina el seu bestiar i violar-la. Demanen que els doni de sopar, i ella aprofita per enverinar la majoria dels lladres amb sopa de pollastre i decapitar en Markus. Crema l'instrument musical d'en Markus, un jungga.
En el segon acte, el Viatge, puja a l'autobús local on es troba amb la Novi embarassada, de camí per trobar el seu gelós marit Umbu abans que pareixi. Se'ls uneix una dona gran amb un pagament de dot de dos cavalls en el camí del casament del seu nebot. Durant el camí, dos dels altres lladres (inclòs Frans) descobreixen les morts i persegueixen la Marlina. Segresten l'autobús, però la Marlina s'escapa amb un dels cavalls. Al llarg del camí, la Marlina és perseguida per una aparició sense cap tocant la jungga.
En el tercer acte, La Confessió, arriba a la comissaria de policia local i lliura un informe del robatori, la violació i la seva defensa pròpia. La policia accepta l'informe, però insisteix que no podien continuar durant almenys un mes mentre esperaven els fons per comprar equips de prova de violació. Marlina s'uneix amb una noia en un warung local.
En el quart acte, el Naixement, la Novi finalment troba a Umbu. Ell, creient que un nadó nascut de natges és un signe d'infidelitat, la colpeja i deixa que la trobi en Franz, que amenaça de portar-la amb la Marlina de tornada a casa. Els tres es troben a la casa, i Novi trenca aigües. Es planteja matar Franz, però s'apiada d'ell. Frans reuneix el cap de Markus amb el seu cadàver i el posa al costat del marit momificat de Marlina. Mentre en Novi li cuina sopa de pollastre sota coacció, viola la Marlina i en Novi el decapita. Aleshores dona a llum. La Marlina i la Novi surten de casa al matí juntament amb el nen.

## Repartiment
- Marsha Timothy om a Marlina, una dona recentment vídua
- Dea Panendra com a Novi, una jove embarassada
- Egi Fedly com a Markus, un matón local
- Ioga Pratama com a Frans, un matón local
- Indra Birowo com a Umbu, el marit de Novi
- Yayu Unru com a rei
- Tumpal Tampubolon com el marit mort de Marlina

## Producció

### Desenvolupament
Mentre formava part del jurat dels 34ns Premis Citra el 2014, Garin Nugroho es va acostar a Surya en una projecció amb el tractament de la història que va tenir per a la pel·lícula.Nugroho va pensar que la pel·lícula estaria millor en mans d'una directora pel seu tema i perquè sentia que no tenia res de nou a afegir-hi.
Segons Nugroho, la premissa bàsica de la història està inspirada en fets reals que va presenciar en primera persona mentre visitava Sumba el 1986 i el 2004. El col·laborador i marit de Surya, Rama Adi, es va sentir immediatament atret per la història, però Surya va trigar una mica a  esbrinar com faria la pel·lícula, ja que l'ambientació rural s'allunyava de l'entorn urbà de Jakarta que va utilitzar a Fiksi. i a Yang Tidak Dibicarakan Ketika Membicarakan Cinta.
La pel·lícula va ser coproduïda per estudis de diferents països: la pròpia Cinesurya de Surya, Kaninga Pictures i Purin Pictures (Tailàndia), Sasha & Co Production (França), Astro Shaw (Malàisia) i HOOQ (Singapur).

### Rodatge
La pel·lícula es va rodar a finals de 2016 amb plans exteriors fets a Sumba, Nusa Tenggara oriental i plans interiors en un plató construït per l'equip de la pel·lícula a Jakarta. El repartiment va passar dos mesos estudiant kambera.
Surya va reconèixer que es va inspirar en el gènere cinematogràfic western i va trobar inspiració a Google Imatges de l'illa Sumba durant l'estació seca, que s'assembla al típic fons d'una pel·lícula western.

## Llançament
La pel·lícula va fer història com la quarta pel·lícula indonèsia que ha format part de la selecció oficial del Festival Internacional de Cinema de Canes després de Tjoet Nja' Dhien d'Eros Djarot i Daun di Atas Bantal de Garin Nugroho el 1998, així com el Serambi de Nugroho el 2006. Va competir a la secció Quinzena de Cineastes, però va perdre davant The Rider de Chloé Zhao.
Després d'un primer recurregut per festivals que va incloure el Festival Internacional de Cinema de Toronto, AFI Fest i els Premis de Cinema Cavall d'Or,  es va estrenar als cinemes a Indonèsia el 16 de novembre de 2017. L'any següent, també es va projectar als cinemes d'altres països , inclosos Alemanya, Itàlia, els Països Baixos, Malàisia, Grècia, Japó i els Estats Units.

## Recepció

### Taquilla
Al final de la seva actuació teatral nacional, Marlina Si Pembunuh dalam Empat Babak va registrar 154.000 entrades, convertint-se en el projecte de Surya amb més èxit comercial fins ara. Als Estats Units, la pel·lícula va recaptar 17.788 dòlars per un total mundial estimat de 26.331 dòlars.

### Resposta crítica
Al lloc web de l'agregador de ressenyes Rotten Tomatoes, la pel·lícula té un índex d'aprovació del 98% a partir de 44 ressenyes. El consens crític del lloc web diu: "Subversiva, magníficament rodada i adequadament visceral, Marlina Si Pembunuh dalam Empat Babak injecta temes feministes oportuns en un marc neo-western grindhouse." A Metacritic, la pel·lícula té una puntuació mitjana ponderada de 77 sobre 100 de 13 crítics, la qual cosa indica "crítiques generalment favorables".
Maggie Lee de Variety va donar a la pel·lícula una crítica brillant, elogiant la capacitat de Surya de "construir una tensió que es mossega les ungles" i acabant la pel·lícula amb un clímax que "rivalitza amb qualsevol alt concepte de violència de Quentin Tarantino". Lee va encunyar el terme "satay Western" per descriure l'estil western de la pel·lícula, però explicada des d'una perspectiva femenina alhora que incorporava els valors tradicionals i entorn. Des d'aleshores, el terme s'ha utilitzat en la múltiple cobertura mediàtica de la pel·lícula. Gary Goldstein de Los Angeles Times va elogiar la pel·lícula per "evitar[ ... ] excés de gore i caos, en gran part posant els seus punts de vista de maneres més subtilment incisives.
En una ressenya de 3 estrelles, Godfrey Cheshire de RogerEbert.com va destacar "l'eloqüència segura de la posada en escena, l'enquadrament i el muntatge" de la pel·lícula i va assenyalar que "la història és essencialment una venjança defantasia com molts d'altres, però la seva inclinació feminista mai se sent retòrica o pesada. Tot es tracta amb un enginy astut i una intel·ligència estilística infalible, la qual cosa fa que sigui un conjunt molt satisfactori." Manohla Dargis de The New York Times va qualificar la pel·lícula de "una crema lenta inquebrantable" i va elogiar a Surya que "encara amb intel·ligència tota aquesta bellesa i tot això sovint es plega en un pla llarg que converteix els personatges en figures semblants a nines, una reducció de mida que fa un gest cap a la natura vs. cultura dinàmica." Escrivint per a The Jakarta Post, Stanley Widianto va anomenar la pel·lícula "un infern d'un viatge" mentre va assenyalar la seva visió inspirada dels tropes "spaghetti western".